# 日本道州制議論
日本道州制議論指的是改革現有日本的行政區劃制度，並導入道州制度的討論。該制度最早出現於中國歷史上的西漢和唐朝。主張實施該制度的人士認為可對北海道之外的日本都道府縣進行整合，成立新的地方公共團體，即「州」，透過廣域地方自治體的調整，以打造地方分權型的社會。但由於反對聲音根深蒂固，道州制最終能否實行仍存疑問。
根據2006年12月13日的一次全日本範圍的民意調查，贊成實施道州制的民眾為29%，反對的有62%。但贊成地方分權的民眾則也有62%。在北海道、四國和東北地方，贊成實施道州制的民眾較多；而甲信越地方和九州地方，則是反對民眾比例較高的地區。另一項在「平成大合并」後對合并地區的民眾進行的民調則顯示，認同合并較好的民眾有19%，不合并較好的有17%，認為無所謂的則達63%。

## 背景
系統是一個地方行政系統，有道和州份作為行政區劃。它指的是在北海道以外的地區建立多個州份的概念，並賦予這些州份比現在的县更多的行政權力。

## 各種方案
以下是目前提出的幾種實行道州制度的方案。可分為九道州案；十一道州案和十三道州案三種。（括號內為合并后各道的縣民生產總值）

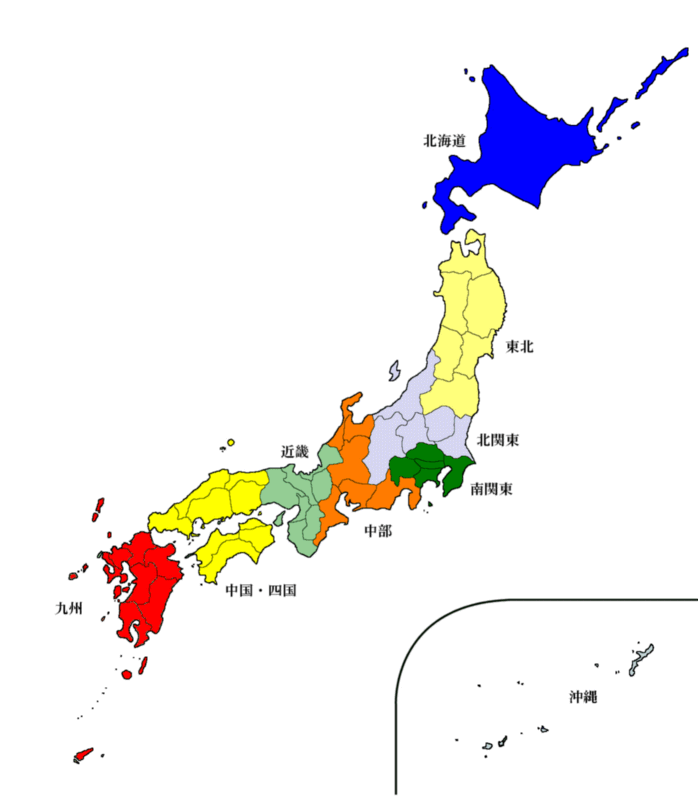
9道州案

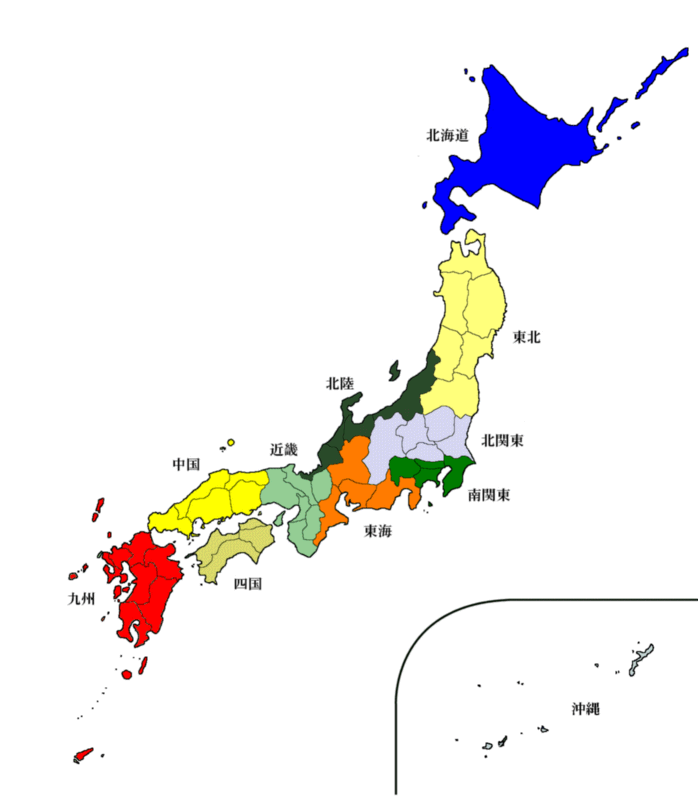
11道州案

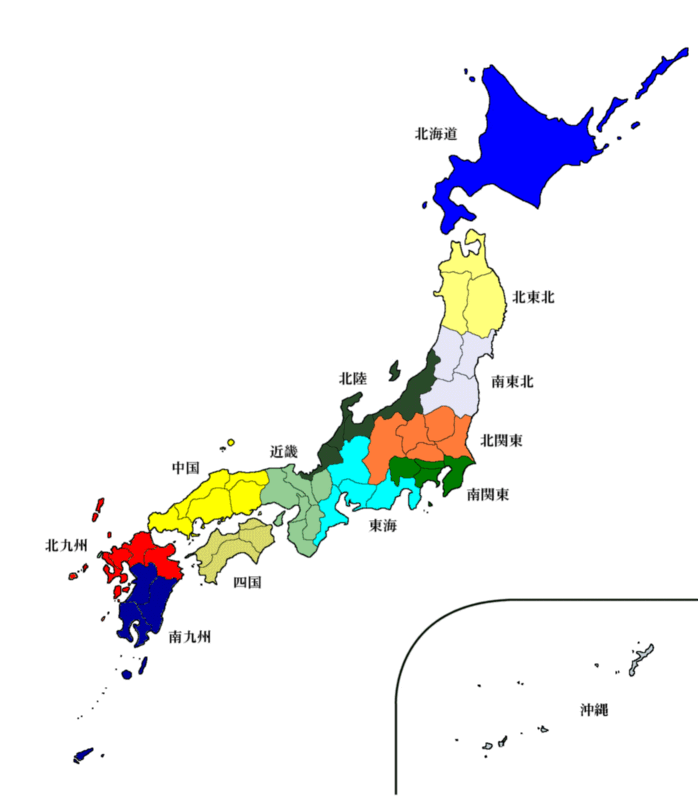
13道州案

### 9道州案
- 北海道（19兆5044億日圓）：北海道
- 東北（32兆4200億日圓）：青森縣、岩手縣、秋田縣、山形縣、宮城縣、福島縣
- 北關東（北關東信越）（43兆5586億日圓）：茨城縣、栃木縣、群馬縣、新潟縣、長野縣
- 南關東（156兆7627億日圓）：埼玉縣、千葉縣、東京都、神奈川縣、山梨縣
- 中部（72兆7339億日圓）：富山縣、石川縣、岐阜縣、静岡縣、愛知縣、三重縣
- 近畿（關西）（82兆2004億日圓）：福井縣、滋賀縣、京都府、大阪府、兵庫縣、奈良縣、和歌山縣
- 中國·四國（41兆5305億日圓）：鳥取縣、島根縣、岡山縣、廣島縣、山口縣、德岛县、香川縣、愛媛縣、高知縣
- 九州（43兆4862億日圓）：福岡縣、佐賀縣、長崎縣、熊本縣、大分縣、宮崎縣、鹿兒島縣
- 沖繩（琉球）（3兆5755億日圓）：沖繩縣

### 11道州案
- 北海道（19兆5044億日圓）：北海道
- 東北（32兆4200億日圓）：青森縣、岩手縣、秋田縣、山形縣、宮城縣、福島縣
- 北關東（54兆6282億日圓）：茨城縣、栃木縣、群馬縣、埼玉縣、長野縣
- 南關東（136兆6839億日圓）：千葉縣、東京都、神奈川縣、山梨縣
- 北陸（21兆3242億日圓）：新潟縣、富山縣、石川縣、福井縣
- 東海（63兆7072億日圓）：岐阜縣、静岡縣、愛知縣、三重縣
- 近畿（關西）（78兆9121億日圓）：滋賀縣、京都府、大阪府、兵庫縣、奈良縣、和歌山縣
- 中國（28兆1378億日圓）：鳥取縣、島根縣、岡山縣、廣島縣、山口縣
- 四國（13兆3927億日圓）：徳島縣、香川縣、愛媛縣、高知縣
- 九州（43兆4862億日圓）：福岡縣、佐賀縣、長崎縣、熊本縣、大分縣、宮崎縣、鹿兒島縣
- 沖繩（琉球）（3兆5755億日圓）：沖繩縣

### 13道州案
- 北海道（19兆5044億日圓）：北海道
- 北東北（12兆4998億日圓）：青森縣、岩手縣、秋田縣
- 南東北（19兆9202億日圓）：宮城縣、山形縣、福島縣
- 北關東（54兆6282億日圓）：茨城縣、栃木縣、群馬縣、埼玉縣、長野縣
- 南關東（136兆6839億日圓）：千葉縣、東京都、神奈川縣、山梨縣
- 北陸（21兆3242億日圓）：新潟縣、富山縣、石川縣、福井縣
- 東海（63兆7072億日圓）：岐阜縣、静岡縣、愛知縣、三重縣
- 近畿（關西）（78兆9121億日圓）：滋賀縣、京都府、大阪府、兵庫縣、奈良縣、和歌山縣
- 中國（28兆1378億日圓）：鳥取縣、島根縣、岡山縣、廣島縣、山口縣
- 四國（13兆3927億日圓）：德島縣、香川縣、愛媛縣、高知縣
- 北九州（28兆9496億日圓）：福岡縣、佐賀縣、長崎縣、大分縣
- 南九州（14兆5366億日圓）：熊本縣、宮崎縣、鹿兒島縣
- 沖繩（琉球）（3兆5755億日圓）：沖繩縣

## 優缺點
雖然可能提升效率，但是這項制度的引進仍然造成一些問題，例如現有行政區將大大的改動，甚至東西南北方向的問題存在、行政中心該放在哪裡等。